# Florett
Das Florett ist eine Fechtwaffe.

## Geschichte
Historisch war das Florett eine reine Übungswaffe. Es entstand aus gewöhnlichen scharfen Degen, die für den Übungsgebrauch entschärft wurden, indem eine stumpfe sog. Knospe (frz. fleuret → Florett) über die Spitze gestülpt und die Klinge mit einer Folie umwickelt wurde. Obwohl in der Vergangenheit Blankwaffen-Duelle meist mit Degen oder Säbel ausgetragen wurden, gab es in Frankreich auch Duelle mit scharfen Floretten. Ein scharfes Florett zählt zu den Stichwaffen, ein stumpfes Florett ist den Stoßwaffen zuzuordnen.

## Gegenwart
Heute ist das Florett eine von drei gebräuchlichen Waffen im Sportfechten. Es ist 110 cm lang, wovon die Klingenlänge maximal 90 cm ausmachen darf, und maximal 500 g schwer. Für Fechter bis 11 Jahre wird eine kleinere Version, das Mini-Florett, verwendet, dessen Klingenlänge ca. 77 cm beträgt. Es gibt drei unterschiedliche Griffarten: den – kaum noch gebräuchlichen – „italienischen“ Griff (ein langer rauer Stab mit Parierstange, Quart- und Terzbügel, siehe Foto rechts oben), den „französischen“ Griff (ein simpler gerader glatter Griff) und den „belgischen“ oder „orthopädischen“ Griff, auch „Pistolengriff“ genannt. Letztgenannter ist der im Spitzensport üblichste Griff, da dieser die sicherste Handhabe der Waffe ermöglicht. Die Klinge wird aus rostfreiem Stahl gefertigt (im Wettkampfsport in der Regel aus Maraging-Stahl) und ist sehr biegsam. Obwohl in einem heutigen Gefecht extreme Kräfte auf die Sportwaffen einwirken und Klingen durchaus im Gefecht brechen können, entstehen beim Bruch keine gefährlichen Splitter, sodass für die Fechter kaum noch eine Gefahr besteht. Gleichwohl handelt es sich um Sportgeräte, mit denen auch im intakten Zustand ohne spezielle Schutzkleidung und Regeln erhebliche Verletzungen verursacht werden können. Entsprechend wird den Sportfechtern der respektvolle Umgang mit der Klinge gelehrt.
Der Preis für ein elektrisches Wettkampfflorett aus Maraging-Stahl beläuft sich auf etwa 100 €. Rein mechanische Trainingsfloretts können erheblich günstiger sein.

Manuelles Sportflorett mit Pistolengriff (orthopädischer Griff, hier für Linkshänder).

Vom Degenfechten unterscheidet sich das Florettfechten durch das Treffervorrecht (siehe unten) und die Trefferfläche, die beim Sportfechten mit Florett lediglich aus dem Rumpf sowie dem unteren Teil des Masken-Latzes besteht. Hier werden Treffer vorne nur bis zur Leistenbeuge und hinten bis zur Hüfte gewertet. Kopf, Arme und Beine zählen nicht. Zum Säbelfechten besteht der Unterschied, dass das Florett eine reine Stoßwaffe ist und daher nur Treffer mit der Klingenspitze gelten. Beim Säbel umfasst die Trefferfläche außerdem auch Arme und die gesamte Maske, beim Rumpf nur oberhalb der Hüfte.
Optisch unterscheidet sich das Sportflorett vom Degen durch den rechteckigen Klingenquerschnitt, eine normalerweise stärkere Krümmung der Klinge (bis zu einem Zentimeter nach Ermessen des jeweiligen Fechters) und die kleinere, eher scheibenförmige Glocke, wie der aus Metall bestehende Handschutz genannt wird. Degen besitzen einen dreieckigen Querschnitt und eine fast halbkugelförmige Glocke.
Sportfechten erfordert neben sehr guter Kondition die Fähigkeit, Aktionen des Gegners rechtzeitig zu durchschauen und taktisch zu nutzen. Ferner bedarf es ausgezeichneter blitzartiger Reaktionen und bis zur Automation eingeübte Aktionen. Fechter haben in sportmedizinischen Tests neben den Tischtennisspielern die kürzesten Reaktionszeiten bewiesen. Turniere mit dutzenden Gefechten stellen eine große Herausforderung an die Kondition und Konzentration der Fechter dar. Ungeübte Beobachter können den Klingenbewegungen insbesondere eines Spitzenfechters nur schlecht folgen.

## Regeln des Florettfechtens (vereinfacht)

Florettfechter, die erlaubte Trefferfläche ist rot markiert.

Beim Florettfechten gelten der Rumpf und seit dem 1. Januar 2009 auf FIE-Ebene auch der Maskenlatz als Trefffläche. Es sind nur Treffer mit der Klingenspitze gültig.
Gefochten wird im Florett wie in den anderen Waffen Degen und Säbel auf einer 14 Meter langen und zirka 1,5 Meter breiten Fechtbahn, meistens auf 5 Treffer in Runden und 10 oder 15 Treffer (je nach Altersklasse) in Direktausscheidungen. Ein Kampfrichter (genannt Obmann) leitet das Gefecht, bei internationalen Turnieren formal in französischer Sprache. Ein Gefecht dauert je nach Trefferanzahl bis zu 3, 6 oder 9 Minuten (reine Kampfzeit, Unterbrechungen nicht mitgerechnet). Es endet früher, wenn die Trefferzahl erreicht wurde. Wenn bei Zeitablauf kein Fechter in Führung liegt, wird per Los ein Vorteil eines Fechters entschieden und das Gefecht maximal weitere 60 Sekunden lang fortgesetzt. Der erste gültige Treffer innerhalb dieser Zeit entscheidet das Gefecht. Fällt in dieser Zeit kein gültiger Treffer, gewinnt der Fechter mit Losvorteil das Gefecht.
Treffer werden bei Wettkämpfen heutzutage elektronisch angezeigt. Die Fechter tragen über ihrer Schutzkleidung eine elektrisch leitende E-Weste; in die Florettklinge ist eine Leitung eingezogen ("Litze"), die in der Spitze endet, wo sich ein Federmechanismus befindet. Übt das Florett mit seiner Spitze entlang seiner Klingenachse eine Kraft aus, die mindestens der Gewichtskraft von 500 g entspricht (etwa 4,9 N), wird der sonst permanent geschlossene Stromkreis unterbrochen, und die Trefferanzeige leuchtet auf. Trifft die Spitze die E-Weste, wird damit ein zweiter Stromkreis geschlossen und die Trefferanzeige leuchtet „gültig“; trifft die Spitze auf andere Körperteile oder sonstige Flächen, leuchtet die Trefferanzeige „ungültig“. Treffer auf die Fechtbahn lösen hingegen überhaupt keine Anzeige aus, denn diese leitet ebenfalls den Strom des primären Klingenstromkreislaufs. Vor Einführung der elektronischen Trefferanzeige gab es bei Wettkämpfen Seitenrichter, die auf Nachfrage des Obmanns entschieden, auf welcher Seite ein gültiger oder ungültiger Treffer gefallen sei.
Jeder Treffer, auch ein ungültiger, unterbricht das Gefecht. Die Fechter gehen danach an der Stelle der letzten Aktion wieder in Position (Auslage, frz. en garde), und das Gefecht geht weiter. Werden beide Fechter gleichzeitig getroffen (gültig oder ungültig), entscheidet das Angriffsrecht, ob bzw. wer den Treffer angerechnet bekommt.
Das Angriffsrecht hat der, der zuerst angreift. Ein Angriff ist dadurch gekennzeichnet, dass der Fechter seinen Waffenarm streckt, sich anschließend vorwärts bewegt und dabei ununterbrochen die Trefffläche des Gegners bedroht. Im Falle eines gleichzeitigen Treffers beider Fechter punktet derjenige, der bei Angriffsrecht einen gültigen Treffer setzt. Er behält diese Priorität allerdings nur solange, bis sein Angriff durch eine Parade beendet ist. Bei der Parade muss der Verteidiger mit dem starken Teil seiner Waffe den schwachen, nahe der Spitze befindlichen Teil der Waffe seines Gegners abwehren. Dabei muss er die Waffe des Angreifers wirklich seitlich ausschlagen, ein Aneinandergleiten wie bei einem Klingenangriff gilt nicht als Parade. Nach erfolgreicher Verteidigung hat nun der Verteidiger seinerseits die Priorität und kann zur Riposte ansetzen. Wenn der ursprüngliche Angreifer die Riposte erfolgreich pariert, gewinnt er die Priorität zurück und kann zur Kontrariposte ansetzen. Greifen beide Fechter gleichzeitig an und treffen beide (egal ob gültig oder ungültig), erhält keiner den Treffer. Dies bezeichnet man als Simultané.
Wer das hintere Ende der Fechtbahn mit beiden Füßen überschreitet, erhält einen Straftreffer. Wer die Fechtbahn seitlich überschreitet, muss einen Meter zurückweichen. Gewisse Verstöße, beispielsweise das seitliche Verlassen der Bahn um einem Treffer zu entgehen, werden beim ersten Verstoß mit einer gelben Karte sanktioniert. Jeder weitere mit einer gelben Karte zu sanktionierende Verstoß in demselben Gefecht wird mit einer roten Karte sanktioniert, die zu einem Straftreffer führt.